# Darko Brašanac
Darko Brašanac (serbisch-kyrillisch Дарко Брашанац; * 12. Februar 1992 in Čajetina) ist ein serbischer Fußballspieler, der aktuell bei CD Leganés unter Vertrag steht.

## Karriere

### Verein
Brašanac spielte die Jugend- und auch die ersten Profijahre für FK Partizan Belgrad. 2011 wurde er für ein Jahr an den Ligakonkurrenten der serbischen SuperLiga FK Smederevo ausgeliehen. Im August 2016 wechselte er nach Spanien zu Betis Sevilla. Dort gab Brašanac sein Debüt am dritten Spieltag gegen FC Valencia. Nach einem Jahr in Sevilla wurde er für ein Jahr nach CD Leganés ausgeliehen, anschließend ein weiteres Jahr zu Deportivo Alavés. 2019 wechselte er zu CA Osasuna. Anfang Februar 2024 kehrte er zu CD Leganés zurück.

### Nationalmannschaft
Brašanac absolvierte neben Spielen für die serbische U-19 und die serbische U-21 auch bereits Partien für die A-Nationalmannschaft. Sein Debüt für diese bestritt er am 4. September 2015 im Rahmen der Qualifikation zur Europameisterschaft 2016 gegen Armenien.

## Erfolge
FK Partizan Belgrad
- Serbischer Meister: 2009/10, 2010/11, 2012/13, 2014/15
- Serbischer Pokalsieger: 2010/11, 2015/16